# Dendromètre
Le dendromètre est un instrument de mesure, utilisé en dendrométrie permettant de déterminer la hauteur d'un tronc.

## Aperçu historique
Parmi les premiers dendromètres, « on trouve, entre autres, la célèbre croix du bûcheron, le dendromètre de Franck et le dendromètre de Christen, mais ils ont tous été progressivement supplantés puis remplacés par les seconds, au sein desquels se distinguent notamment le Blume-Leiss, le Suunto, le Haga, le relascope de Bitterlich et surtout, aujourd’hui, des dendromètres intégrant les technologies ultrasoniques (Forestor vertex) ou laser (Criterion, Forestor vertex laser, LaserAce, par exemple) ».

## Fonctions
Il est associé au compas forestier qui permet de déterminer la diamètre d'un tronc, pour estimer le volume des arbres sur pied et, par extrapolation statistique, le volume de bois d'une parcelle ou d'une forêt.
|             |
| Dendromètre |

|                                                                           |
| Dendromètre du début du XIXe siècle, exposé au Musée des Arts et Métiers. |

| |
| La croix de bûcheron est une variante simplifiée du bâton de Jacob, est un des premiers dendomètres. |